# رانانتالاوا
رانانتالاوا (به لاتین: Rannantalawa) یک منطقهٔ مسکونی در سری‌لانکا است که در استان مرکزی (سری‌لانکا) واقع شده‌است.